# Longing ~Setsubō no yoru~
„Longing ~Setsubō no yoru~” (jap. Longing ～切望の夜～) – dwunasty singel zespołu X JAPAN. Został wydany 11 grudnia 1995 roku. Osiągnął 5 pozycję w rankingu Oricon.

## Lista utworów
| Nr | Tytuł                                                                     | Słowa   | Muzyka  | Czas |
| -- | ------------------------------------------------------------------------- | ------- | ------- | ---- |
| 1. | "Longing ~Setsubō no yoru~" (jap. Longing～切望の夜～)                    | Yoshiki | Yoshiki | 4:59 |
| 2. | "Longing ~Setsubō no yoru~" (jap. Longing～切望の夜～) (Original Karaoke) | Yoshiki | Yoshiki | 5:28 |
| 3. | "Longing ~Setsubō no yoru~" (jap. Longing～切望の夜～) (The Poem)         | Yoshiki | Yoshiki | 4:57 |

## Muzycy
- Toshi: wokal
- Yoshiki: perkusja, klawisze
- hide: gitara
- Pata: gitara
- Heath: gitara basowa